# 漢考克鎮區 (密歇根州)
漢考克鎮區（英語：Hancock Township）是位於美國密歇根州霍頓縣的一個行政鎮區。

## 地方資料
漢考克鎮區的面積為43.80平方千米，當中陸地面積為41.20平方千米，而水域面積為2.60平方千米。根據2020年美國人口普查的數據，當地共有人口500人，而人口密度為每平方千米11.42人。